# TK Elevator
TK Elevator (globale Marke „TKE“, vormals ThyssenKrupp Elevator) ist einer der größten Hersteller und Servicedienstleister von Aufzugsanlagen. Das Produktprogramm umfasst Personen- und Lastenaufzüge, Fahrtreppen und Fahrsteige, Fluggastbrücken, sowie Treppen- und Plattformlifte. Neben der Herstellung und dem Vertrieb von Neuanlagen ist das Unternehmen im Bereich der Instandhaltung, Wartung und Modernisierung der genannten Anlagen tätig. Sitz der Gesellschaft ist Essen. Die Hauptverwaltung befindet sich in Düsseldorf.

## Geschichte
Der Ursprung des Unternehmens liegt in einer 1865 vom Schlossermeister Heinrich Conrad Ernst Eggers in Hamburg gegründeten kleinen Werkstatt, die 1952 von Rheinstahl als Stahlbau Eggers übernommen wurde. 1955 erwarb Eggers das 1882 als Werkzeugmaschinenfabrik Wimmel & Landgraf gegründete Hamburger Unternehmen für Aufzüge und Fahrtreppen Kehrhahn und firmierte seit 1957 als Rheinstahl Eggers-Kehrhahn GmbH. Im Jahr 1970 wurde die Fahrstuhlsparte der Stuttgarter R. Stahl GmbH & Co. KG durch Rheinstahl Eggers-Kehrhahn übernommen und 1973 eine neue große Produktionsstätte in Neuhausen auf den Fildern bei Stuttgart bezogen. Die Fertigung von Aufzügen wurde im Werk Neuhausen, der Fahrtreppenbau im Werk Hamburg konzentriert. Im Zuge der Übernahme von Rheinstahl durch die August Thyssen-Hütte AG wurde der Unternehmensname 1974 in Thyssen Aufzüge GmbH und wegen der Fusion der Muttergesellschaft mit der Friedrich Krupp AG im Jahr 1999 schließlich in die ThyssenKrupp Elevator AG umfirmiert.
Der nach eigenen Angaben bedeutendste Zukauf in Deutschland erfolgte 1984 mit der Übernahme von M.A.N.-Aufzugbau. In den nachfolgenden Jahren lag der Schwerpunkt auf der Internationalisierung des Unternehmens. So wurde mit der Beteiligung an der Northern Elevator Holding Ltd. in Toronto ein Standbein in Kanada errichtet, um sich dann weiter in Nordamerika zu etablieren. 1991 wurde ein neues Werk für Fahrtreppen im spanischen La Pereda de Mieres am früheren Standort der Eisenbahngesellschaft Norte in Asturien errichtet. 1995 folgte die Gründung der Dependenz in China mit einem Spezialwerk in Zhongshan. Mit dem Kauf von Dover Elevators, dem Marktführer von Hydraulik-Aufzügen in Nordamerika, im Jahr 1998 stieg das Unternehmen zum drittgrößten Aufzughersteller weltweit auf. Nach der Fusion der Muttergesellschaft mit Krupp wurde das Unternehmen 2000 in eine selbständige Aktiengesellschaft umgewandelt. In den 2000er Jahren folgten Übernahmen von Geschäften in Südamerika und eine weitere Expansion im asiatischen Raum.
Gegen fünf große Hersteller von Aufzügen, unter anderem ThyssenKrupp Elevator, verhängte die EU-Kommission 2007 eine Strafe in Höhe von 992 Millionen Euro (Aufzugs- und Fahrtreppenkartell). Die Unternehmen hatten Preisabsprachen getroffen und damit gegen das Kartellrecht verstoßen. ThyssenKrupp Elevator musste 479,7 Millionen Euro, Otis 225 Millionen, Kone 142 Millionen, Schindler 143,7 Millionen und eine Mitsubishi-Tochter 1,8 Millionen Euro bezahlen, dies war die bis dahin höchste Strafe, die die EU-Kommission verhängt hatte.
Am 27. Februar 2020 verkaufte Thyssenkrupp seine Aufzugsparte für 17,2 Milliarden Euro an ein Konsortium um Advent International, Cinven und die RAG-Stiftung. Am 25. Februar 2021 wurde die Umbenennung des Unternehmens in TK Elevator und die Schaffung der globalen Marke TKE bekannt gegeben. Im April 2021 erfolgte der Umzug der Hauptverwaltung aus dem thyssenkrupp Quartier in Essen nach Düsseldorf.

## Unternehmensprofil
Im Geschäftsjahr 2023/24 erzielte TK Elevator einen Jahresumsatz von 9,3 Milliarden Euro und beschäftigte weltweit mehr als 50.000 Mitarbeiter. Nach eigenen Angaben wartet das Unternehmen über 1,5 Millionen Aufzugs- und Fahrtreppenanlagen und verfügt weltweit über ein aus 1.000 Standorten bestehendes Vertriebs- und Servicenetzwerk.
Das Unternehmen ist in sechs Business Units gegliedert. Das Aufzugs- und Fahrtreppengeschäft ist in vier regionalen Business Units organisiert (Europe Africa, North America, Latin America und Asia Pacific). Die Business Units Home Solutions und Airport Solutions vertreiben und vermarkten Treppenlifte beziehungsweise Fluggastbrücken. Group Functions nehmen übergeordnete Governance- und Steuerungsaufgaben wahr.
| Group Functions |               |               |              |                |                   |
| Europe Africa   | North America | Latin America | Asia Pacific | Home Solutions | Airport Solutions |

Das Unternehmen verfügt über weltweit 17 Standorte für die Produktion von Aufzügen, Fahrtreppen und Fahrsteigen, Treppen- und Plattformliften, sowie Fluggastbrücken.
| Standort                  | Land                | Gründungsjahr | Produkte                   | Gesamtfläche (m²) |
| ------------------------- | ------------------- | ------------- | -------------------------- | ----------------- |
| Porto Allegre             | Brasilien           | 1965          | Aufzüge                    | 44.000            |
| Pisa                      | Italien             | 1979          | Heimlifte                  | 5.000             |
| Shanghai                  | Volksrepublik China | 1996          | Aufzüge                    | 38.000            |
| Shanghai                  | Volksrepublik China | 2007          | Heimlifte                  |                   |
| Zhongshan                 | Volksrepublik China | 1995          | Aufzüge                    | 80.000            |
| Zhongshan                 | Volksrepublik China | 2006          | Fahrtreppen und Fahrsteige | 145.000           |
| Hamburg                   | Deutschland         | 1908          | Fahrtreppen und Fahrsteige | 125.000           |
| Neuhausen auf den Fildern | Deutschland         | 1973          | Aufzüge                    | 56.000            |
| Andoain                   | Spanien             | 1990          | Aufzüge                    | 5.500             |
| Mieres                    | Spanien             | 1991          | Fahrtreppen und Fahrsteige | 41.000            |
| Mieres                    | Spanien             | 1996          | Fluggastbrücken            | 31.000            |
| Mostoles                  | Spanien             | 2011          | Aufzüge                    | 10.125            |
| Pune                      | Indien              | 2002          | Aufzüge                    | 84.000            |
| Cheonan                   | Südkorea            | 1994          | Aufzüge                    | 127.511           |
| Krimpen aan den Ijssel    | Niederlande         | 1953          | Treppenlifte               | 11.800            |
| Middleton                 | Vereinigte Staaten  | 1969          | Aufzüge                    | 700.000           |
| Fort Worth                | Vereinigte Staaten  | 1998          | Fluggastbrücken            | 20.438            |

## Mehrkabinenaufzüge

### TWIN
Seit 2003 gibt es von ThyssenKrupp AG Aufzüge in ansonsten konventioneller Treibscheibentechnik, bei denen zwei Kabinen im selben Schacht verkehren. Mittlerweile werden diese im Testturm ausprobiert. Die untere Kabine wird dabei von Tragseilen, die seitlich an der oberen Kabine vorbeilaufen, getragen. Durch eine Zielauswahlsteuerung sind dem Leitrechner Start und Ziel jeder Fahrt schon vor Fahrtbeginn bekannt; Kollisionen werden in der Steuerung ausgeschlossen. Im Vergleich zu zwei Aufzugsanlagen übereinander im selben Schacht hat das System den Vorteil, dass es keine starre Grenze gibt, die von den Kabinen nicht überquert werden kann. Durch die Ausweichung der Kabinen in eine vertiefte Schachtgrube bzw. erhöhten Schachtkopf ist es möglich, dass beide Kabinen alle Stockwerke anfahren können. Hierdurch soll eine Zeitersparnis von 65 % erreicht werden.

### MULTI
Den Thyssenkrupp Multi bezeichnet das Unternehmen als „Kombination von Transrapid und Paternoster“: Die Kabinen sollen statt durch Seile mittels Linearmotoren angetrieben werden. Dadurch lassen sich in einem Schacht mehrere Kabinen mit hohen Beschleunigungskräften bewegen. Die Kabinen können auch in horizontale Stollen umgelenkt werden. Dadurch ist ein Kreisbetrieb wie bei einem Paternoster möglich und das System erlaubt die horizontale und die vertikale Erschließung nebeneinander. Dadurch lässt sich der Flächenbedarf für Lifte verringern, die Schachthöhe wird von der technischen Grenze bei der Seillänge von derzeit ca. 800 m unabhängig und es eröffnen sich neue architektonische Möglichkeiten. Derzeit wird das System im Rottweiler Testturm erprobt, es ist bislang nicht zur Personenbeförderung zugelassen.

## Testtürme

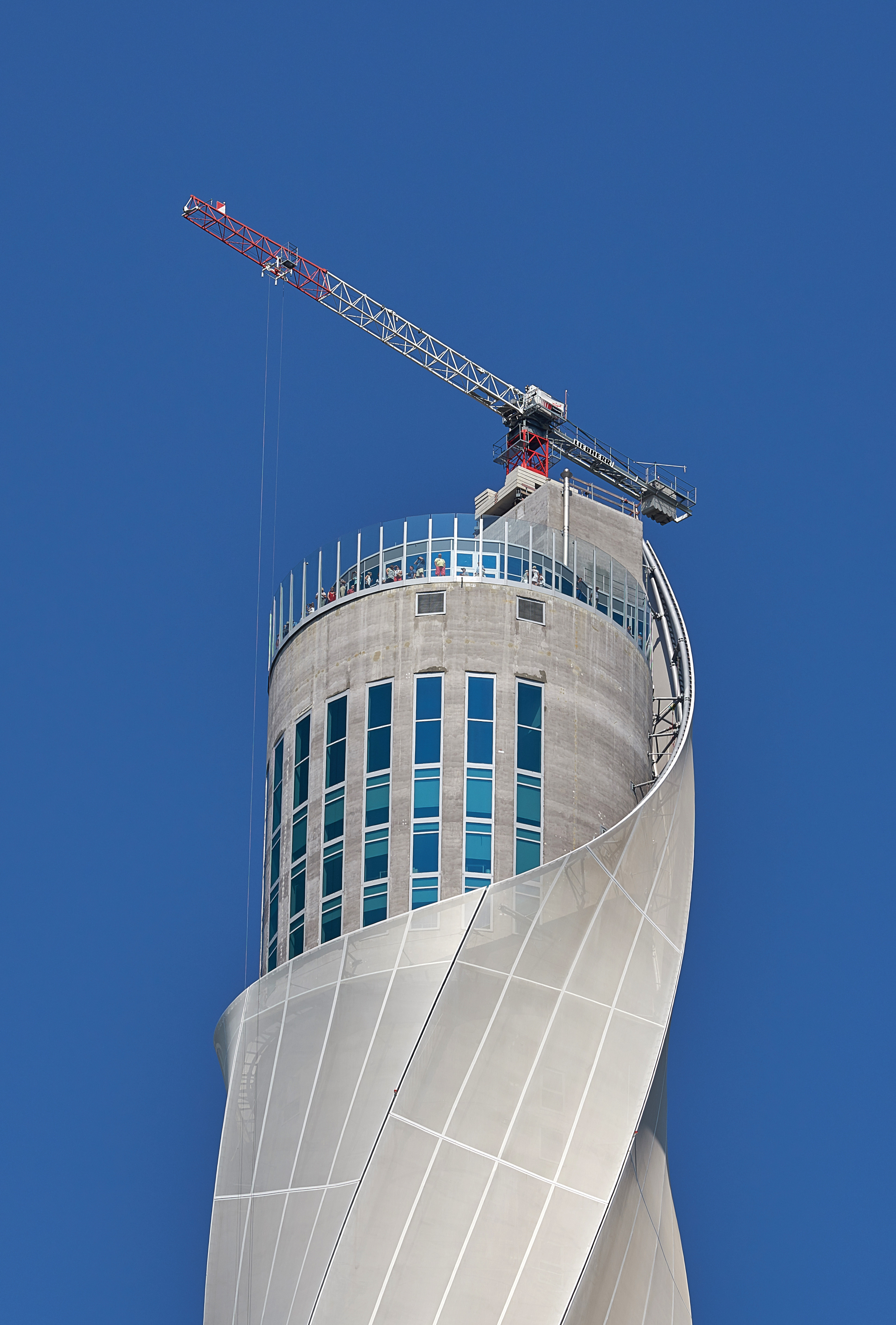
TK Elevator Testturm

Thyssenkrupp Elevator eröffnete 2017 im Industriegebiet Berner Feld in Rottweil einen 246 Meter hohen Turm mit dem Namen thyssenkrupp Testturm. Die Konstruktion dient dem Test und der Zertifizierung von Hochgeschwindigkeitsaufzügen. Außerdem wird hier der weltweit erste seillose Aufzug entwickelt. Das Design des Turmes stammt von dem Architekten Helmut Jahn. Eine öffentliche Besucherplattform auf 232 Meter Höhe ist die höchste Besucherplattform in Deutschland.
Den derzeit höchsten Testturm mit 248 Meter Höhe eröffnete thyssenkrupp im März 2018 in China. Ein 128 Meter hoher Testturm im US-amerikanischen Atlanta wurde 2022 zusammen mit dem neuen Hauptsitz in Nordamerika eröffnet.